# 一山麻緒
一山 麻緒（いちやま まお、1997年5月29日 - ）は、日本の陸上競技選手。専門は中距離走・長距離走・マラソン。2022年4月1日付で資生堂に入社。
2017年の日本陸上選手権クロスカントリー、2020年の名古屋ウィメンズマラソンの優勝者である。2020年東京オリンピック・女子マラソン代表。
夫は同じマラソン選手の鈴木健吾。

## 経歴・人物

### 高校時代まで
鹿児島県出水市出身。陸上競技を始めたのは出水市立西出水小学校 5年生の時で、そのきっかけは『運動会で一等賞を取りたかったから』だったという。出水市陸上スポーツ少年団に入団した後、小学生時代に出水市民駅伝に出場して小学生の部の大会記録を樹立したことがある。
出水市立出水中学校に進学した後は全国大会への出場こそなかったが、中学校3年生の時に薩摩川内市での記録会に出場して中学校3年の女子800m及び1500mにて大会記録を更新したり、第10回ひとよし春風マラソン（2013年2月、熊本県人吉市）女子3kmの部で1位 になった記録がある。
2013年に出水中央高等学校へ進学。高校3年の時の全国高等学校総合体育大会〈第68回全国高等学校陸上競技対抗大会〉（和歌山県）では女子1500mと3000mに出場していずれも予選落ちしている。

### 実業団・ワコール時代
2016年に高校を卒業し、京都府京都市を本拠とする実業団のワコールへ入社し、同社情報システム部基幹情報システム課社員として勤務。実業団選手となって以後は徐々に実力を伸ばし始める。入社1年目の秋に出場した第36回全日本実業団対抗女子駅伝（宮城県）では1区（7 km）で21分50秒の区間新記録を樹立。
2017年2月の第101回日本陸上競技選手権大会クロスカントリー競走シニア女子8kmの部では木村友香、森田香織らを下して26分46秒で初優勝を果たす。その後の第42回世界クロスカントリー選手権大会（ウガンダ・カンパラ）のシニア女子では35秒53で39位であった。また同年9月にはアメリカ合衆国・バージニア州で行われたロックンロール・バージニア・ビーチ・ハーフマラソンに出場し、1時間13分49秒で優勝した。
2019年は、東京マラソン2019で初のフルマラソンに挑戦。冷雨という気象条件で、2時間24分台のゴールタイムで女子総合7位となるも、わずか33秒差で2020年東京オリンピック代表決定戦となるマラソングランドチャンピオンシップ（MGC）出場資格取得を逸した。東京マラソンから僅か2ヶ月後の4月28日にロンドンマラソンに出場、2時間27分台で女子総合15位という成績であったが、「ワイルドカード」（期間内の上位2記録平均が女子2時間28分以内）でのMGC出場資格を獲得した。そして7月の函館ハーフマラソンでは、自己記録となる1時間08分49秒で優勝した。
翌2020年東京オリンピック・女子マラソン選考会となる、2019年9月15日開催のマラソングランドチャンピオンシップ本戦に挑んだ。スタート直後から積極果敢に先頭へ立ちハイペースで飛ばしたが、13Km過ぎで優勝争いから脱落。レース後半に入ると大きく遅れていき、2時間32分台の6位という結果に終わった。
2020年は1月12日の皇后盃第38回全国都道府県対抗女子駅伝競走大会に京都チームの最終9区（10 km）のアンカーとして出場、8区から1位で襷を受けた一山自体の走りは32分10秒のタイムであったが、総合順位1位を守り切って京都チームに3年ぶり17度目となる総合優勝をもたらした。2月2日の香川丸亀国際ハーフマラソンでは高速レースを想定したレース運びを試し、終盤でペースが落ちて自己ベストに僅か届かずの1時間08分56秒の5位でゴールした。
そして、東京オリンピック・女子マラソン日本代表最後の一枠を目指し、2020年1月26日大阪国際女子マラソンで松田瑞生（ダイハツ）が記録した、「2時間21分47秒」のタイムを更新することを目標に挑んだ、同年3月8日開催の名古屋ウィメンズマラソン（MGCファイナルチャレンジ第3弾）に出場。雨が降り続く中でレース序盤から高速ペースの先頭集団についていき、29km付近から勝負に出て後続を一気に引き離してペースアップ。結果、日本歴代4位で日本選手の国内最高記録にして女子単独レースでの日本新記録となる2時間20分29秒でゴールに入り、大会初優勝を飾ると共に、東京オリンピック女子マラソン日本代表の座を最後の3番手として勝ち取った。この一山の記録は6月20日付でアジア陸上競技連盟よりマラソン競技女子単独レースのアジア記録として認定された。
2021年8月7日に札幌で開催された2020年東京オリンピック・女子マラソンでは日本人として17年ぶりとなる8位入賞でゴールした。
東京オリンピック後の12月1日、同業の陸上競技選手で男子マラソン日本記録保持者の鈴木健吾（富士通）と結婚したことを発表した。
2022年3月末にワコールを退社。
2022年4月1日付で資生堂に入社。

## 自己記録
- 1500m：4分28秒35（2015年6月12日・南九州高校総体インターハイ地区予選）
- 3000m：8分53秒54（2017年7月9日・ホクレンディスタンスチャレンジ北見大会）
- 5000m：15分06秒66（2020年7月18日・ホクレンディスタンスチャレンジ千歳大会）
- 10000m：31分11秒56（2020年12月4日・日本選手権)
- ハーフマラソン：1時間08分28秒（2021年5月5日・札幌チャレンジハーフマラソン2021）
- マラソン：2時間20分29秒（2020年3月8日・名古屋ウィメンズマラソン2020）

## 主な記録
| 年   | 大会                                               | 種目           | 順位     | 備考                |
| ---- | -------------------------------------------------- | -------------- | -------- | ------------------- |
| 2016 | 全日本実業団陸上選手権                             | Jr3000m        | 3位      |                     |
|      | 全日本実業団女子駅伝                               | 1区（7.0 km）  | 区間記録 | ワコール5位         |
| 2017 | 全国都道府県対抗女子駅伝                           | 1区（6.0 km）  | 区間2位  | 京都府優勝          |
|      | 日本選手権クロスカントリー                         | シニア8km      | 大会記録 |                     |
|      | 世界クロスカントリー選手権                         | シニア10km     | 39位     |                     |
|      | 第101回日本陸上選手権                              | 10000m         | 4位      |                     |
|      | 第101回日本陸上選手権                              | 5000m          | 4位      |                     |
|      | ロックンロール・バージニア・ビーチ・ハーフマラソン | ハーフマラソン | 優勝     |                     |
|      | 全日本実業団陸上選手権                             | 10000m         | 2位      |                     |
|      | 全日本実業団陸上選手権                             | Jr3000m        | 優勝     |                     |
| 2019 | 香川丸亀国際ハーフマラソン                         | ハーフマラソン | 6位      |                     |
|      | 函館マラソン                                       | ハーフマラソン | 大会記録 | 日本歴代8位（当時） |
| 2020 | 奥球磨ロードレース                                 | ハーフマラソン | 大会記録 |                     |
|      | 香川丸亀国際ハーフマラソン                         | ハーフマラソン | 5位      | 日本勢トップ        |
| 2021 | 札幌チャレンジハーフマラソン                       | ハーフマラソン | 優勝     | 日本歴代7位（当時） |
|      | 2020年東京五輪女子マラソン                         | フルマラソン   | 8位      |                     |

### マラソン全戦績
| 年月          | 大会                               | 順位     | 記録          | 備考 |
| ------------- | ---------------------------------- | -------- | ------------- | --- |
| 2019年3月3日  | 東京マラソン2019                   | 7位      | 2時間24分33秒 | 初マラソン・日本女子首位・MGC出場権獲得ならず |
| 2019年4月28日 | ロンドンマラソン                   | 15位     | 2時間27分15秒 | ワイルドカードでMGC出場権獲得 |
| 2019年9月15日 | マラソングランドチャンピオンシップ | 6位      | 2時間32分30秒 | 2020年東京オリンピック・女子マラソン日本代表選考会 |
| 2020年3月8日  | 名古屋ウィメンズマラソン           | 大会記録 | 2時間20分29秒 | マラソン初優勝・自己記録・MGCファイナルチャレンジ第3弾 女子マラソン日本歴代4位・日本女子選手国内最高記録 女子単独レースでの日本記録 及びアジア記録 2020年東京オリンピック・女子マラソン日本代表選出 |
| 2021年1月31日 | 大阪国際女子マラソン               | 大会記録 | 2時間21分11秒 | |
| 2021年8月7日  | 2020年東京オリンピック女子マラソン | 8位      | 2時間30分13秒 | |